# André the Giant
André René Roussimoff (francês:  [ɑ̃dʁe ʁəne ʁusimɔf]: Grenoble, 19 de maio de 1946 – Paris, 27 de janeiro de 1993), mais conhecido pelo seu ring name André the Giant, foi um lutador e ator profissional francês. Ficou conhecido por seu grande tamanho, que era resultado do gigantismo causado pelo excesso de hormônio do crescimento (acromegalia). Isso também o levou a ser chamado de "A Oitava Maravilha do Mundo". 

## Carreira

### Inicio
André deixou a família em Paris enquanto adolescente, com apenas 12 anos de idade já tinha 1,90 m de altura e cerca de 100 kg, descoberto por um promotor de wrestling, o Lorde Alfred Hayes, que viu nele uma grande potência para o wrestling a nível Mundial e decidiu pô-lo a treinar. André, para pagar as suas despesas, trabalhava durante o dia como um impulsionador e à noite treinava intensamente, no entanto eram raros os lutadores que lhe podiam fazer frente num treino devido ao seu enorme peso e tamanho. Em 1964 Édouard Carpentier, um wrestler Francês muito conhecido no seu país decidiu começar a treinar André.
André tinha de ganhar um ringname, mais tarde decide usar Géant Ferré para lutar, este era o nome de um lendário wrestler Francês. Nos anos seguintes Géant Ferré combateu em arenas  pelo continente Europeu, Africano e ainda viajou para Nova Zelândia,  com 21 anos de idade André era uma grande atração para o público e uma Estrela de wrestling a nível Europeu. Em 1969 Édouard Carpentier ofereceu-lhe um contrato para ir para a América do Norte, mas André já tinha assinado pela International Pro Wrestling no Japão e lá usou Monster Roussimoff para o seu ringname. Durante a sua estadia no Japão os médicos diagnosticaram-lhe acromegalia e comunicaram-lhe que tinha uma doença que normalmente só permite que as pessoas que dela sofrem vivam até cerca de 40 anos. Ao saber que tinha tal doença André recusa-se a se tratar.
Depois de terminar o contrato na empresa do Japão, André seguiu para a América do Norte, no Canadá com 27 anos. Imediatamente foi bem sucedido, mas os promotores continuavam com dificuldades em arranjar oponentes para Roussimoff notando-se logo uma grande descida nas vendas de bilhetes, já que o público canadense tinha perdido o interesse pela sua estrela. Édouard Carpentier pediu ajuda a Vincent McMahon e ao filho Vince McMahon para arranjarem uma solução para André. Sugeriram então que viajasse por todas as regiões e territórios ficando deste modo conhecido como André The Giant, para despertar a atenção do público americano.

### WWF
Seguindo o conselho da família McMahon, recebe um contrato para WWF estreando a 26 de Março de 1973 e derrotando Buddy Wolfe no Madison Square Garden em Nova Iorque.
André foi um dos wrestlers mais amados do público durante a década de 1970 e metade da 80. Conta a lenda que André nunca foi derrotado por pinfall ou submission durante 15 anos, até ao seu combate na WrestleMania III. Na verdade isso era dentro da WWF, fora já tinha sofrido e perdido. Um desses combates foi contra El Canek em 1984 no Japão.
Uma das mais duras feuds que André teve foi com Mongolian Terror Killer Khan que era treinado por Freddie Blassie, este ao que parece tinha lesionado André no tornozelo depois deste ter caído pela corda superior afetando também o seu joelho. Ao se recuperar, André, a 14 de Novembro de 1981, exige a sua desforra acabando por destruí-lo, vingando-se assim de Mongolian Terror Killer Khan  num Mongol Stretcher Match onde o perdedor seria levado numa maca para os vestiários.

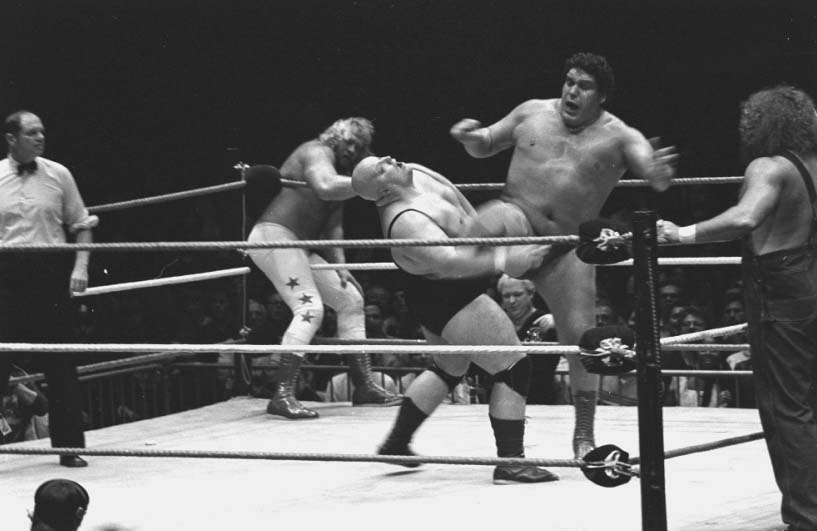
André The Giant em uma luta contra King Kong Bundy

Outra memorável storyline foi com Big John Studd, também considerado um gigante do wrestling. A feud só terminou na WrestleMania, a 31 de Março de 1985 num $ 15 000 Body Slam Challenge em que André The Giant vence, tentando no final do combate distribuir o dinheiro para os fãs, sendo imediatamente impedido por Bobby Heenan, o seu futuro manager. Durante quase um ano e com a ajuda do seu novo manager, André dominava todos que apareciam a sua frente. Na WrestleMania II a 7 de Abril de 1986 André venceu um Twenty-Man Battle Royal onde participaram estrelas da NFL e da WWF, eliminando Bret Hart no final. Mais tarde inicia uma feud com King Kong Bundy. Devido a não ter comparecido a um combate desta feud, André é suspenso, regressando depois a WWF com nome de The Giant Machine.

#### Hulk Hogan & André The Giant
Começou um  feud com Hulk Hogan e no início de 1987 Hogan foi apresentado como a estrela da WWF, pois já era o WWF World Heavyweight Champion a cerca de 3 anos. Mais tarde, é o próprio The Giant que se apresenta como a verdadeira estrela da WWF, pois ele afirmava que tinha um recorde de vitórias há já 15 anos sendo invicto na empresa.  André desafia assim Hulk Hogan pelo título da WWF do Mundo de Pesos Pesados na 3º Edição da WrestleMania.
Na WrestleMania III ele participou então no Main-Event com cerca de 260 kg, dizia-se que estava muito pesado, daí estar constantemente com dores nos ossos. Antes do evento já tinha sido operado estima-se que usou uma cinta durante o combate, perdendo depois de ter levado um histórico Body Slam de Hulk Hogan e de um Leg Drop em Finisher. Nunca ninguém o tinha levantado e vencido dentro da empresa durante 15 anos. Hogan terminou assim essa invencibilidade. A feud com Hulk Hogan continuou durante o verão de 1987, a rivalidade aqueceu ainda mais perto da 1° Survivor Series da história onde cada um foi nomeado capitão da sua equipe para o tradicional Survivor Series Elimination Match. A equipe de André the Giant era composta por One Man Gang, King Kong Bundy, "The Natural" Butch Reed e "Ravishing" Rick Rude, a de Hulk Hogan era composta por Bam Bam Bigelow, "Mr. Wonderful" Paul Orndorff, Don Muraco e Ken Patera. A equipe de André The Giant levou a melhor, depois de Hogan ter sido desclassificado por contagem fora do ringue, ficando Bam Bam Bigelow em último no ringue sendo humilhado por The Giant. Por estas alturas "The Million Dollar Man" Ted DiBiase entra na disputa pelo  WWF World Championship tentando convencer Hogan a vender-lhe o título, sem nunca ter vencido em combate. Tendo rejeitado o seu dinheiro, "The Million Dollar Man" Ted DiBiase recorre  a Andre The Giant para enfrentar Hogan.
Sendo esta a arma de DiBiase The Giant ajuda-o a conquistar o título da WWF no dia 5 de Fevereiro de 1988. A Rivalidade com Hogan termina numa Steel Cage num evento realizado a 31 de Julho de 1988 em Milwaukee em que Hogan levou a melhor.

#### A Fobia por Cobras
Uma outra maior rivalidade viria a seguir com Jake "The Snake" Roberts, onde André indicava que tinha medo de cobras já que Roberts tinha as exposto no Saturday Night Main Event. Durante as próximas semanas Roberts custava-lhe combates em eventos da WWF aparecendo à sua frente com cobras, pois ele já sabia que iria meter medo e distrair The Giant. A rivalidade acabou na WrestleMania V onde Roberts levou uma capacidade psicológica mais forte que André vencendo-o por desclassificação com Big John Studd como árbitro especial.

#### World Tag Team Championship/ Fim da Carreira
André veio a conquistar o World Tag Team Championship a 13 de Dezembro de 1989 com Haku contra a Demolition, com quem formou a tag team Colossal Connection que mais uma vez foi dirigida por Bobby "The Brain" Heenan. No dia 1 de Abril de 1990 o seu reinado como Campeão da tag team do mundo terminou depois de perder os títulos com Haku para os mesmos Demolition. Depois do combate Heenan, manager de André, agrediu-lhe pelo resultado, este respondeu na mesma moeda para delírio dos Fãs, tornando-se face novamente. A sua última aparição na WWF foi em 1991, no PPV SummerSlam ajudando os Bushwhackers a ganhar os The Natural Disasters.
Depois disso e dado por quase terminado sua carreira, voltou ao Japão onde fez algumas aparições na All Japan Pro Wrestling até o final de 1992.

## Morte
André sofria de acromegalia e morreu a 27 de Janeiro de 1993. Sofreu um ataque cardíaco acabando por falecer com 46 anos em Paris. Permanecendo em um hotel na França para assistir ao funeral do pai, o diagnóstico da sua morte revelou que morreu de insuficiência cardíaca congestiva, resultante do crescimento de um tumor secreto — devido ao hormônio do crescimento — que teve ao longo da sua vida.
Seu corpo foi cremado de acordo com os seus desejos e as cinzas foram postas no seu rancho em Ellerbe, Carolina do Norte.

## Curiosidades
- The Giant foi nomeado para o Guiness Book of World entrando como o recorde de lutador mais alto do mundo em 1974, ano no qual faturara US$ 400 000.[carece fontes]
- Em 1975 e foi-lhe oferecido um contrato como jogador profissional de futebol americano para a NFL, iria jogar para os Washington Redskins, contudo  decidiu continuar no Wrestling.
- Para ser promovido fora do seu ramo, André participou em séries e filmes, nos anos 1970 entrou na série "A Six Million Dollar Man" — interpretando o Pé Grande "Big Foot" e no "A Princesa Prometida" e interpretou DAGOTH deus dos sonhos e pesadelos em Conan o Destruidor em 1984.
- André The Giant foi o primeiro Wrestler a ser Introduzida no Hall of Fame da WWE, fez parte da classe de 1993.[11]
- O personagem Hugo Andore, criado pela empresa fabricante de jogos eletrônicos Capcom, foi feito em homenagem a André. E André ainda teve participação dentro do jogo de fliperama WWF Superstars, realizado em 1989 pela fabricante Technos Japan.  • André The Giant também está presente em forma de spray do jogo Counter Strike 1.6
- Andre The Giant bebeu sozinho 127 cervejas no bar de um hotel, tendo, de seguida, adormecido num torpor alcoólico. Ninguém o conseguiu levantar e tiveram de esperar que acordasse por si só para o tirar do chão.